# أندريس دواني
أندريس دواني (7 سبتمبر 1949-) هو مهندس معماري أمريكي، ومخطط حضري ، ومؤسس مؤتمر التخطيط الحضري الجديد.

## حياته
وُلِد دواني في مدينة نيويورك لكنه نشأ في كوبا حتى عام 1960التحق بمدرسة تشوات وكلية إيجلون، وحصل على درجة البكالوريوس في الهندسة المعمارية والتخطيط الحضري من جامعة برينستون عام 1971، وبعد عام من الدراسة في مدرسة الفنون الجميلة في باريس، حصل على درجة الماجستير من كلية ييل للهندسة المعمارية عام 1974وحصل أيضًا على دكتوراه فخرية في الفنون الجميلة من كلية ييل للهندسة المعمارية عام 2023.
في عام 1977، شارك دواني في تأسيس شركة Arquitectonica في ميامي مع زوجته إليزابيث بلاتر زيبيرك، وبرناردو فورت بريشيا، ولوريندا سبير، وهيرفين رومني. كانت شركة Arquitectonica معروفة بحداثتها المرحة المستوحاة من أمريكا اللاتينية، وظهرت شقة أتلانتس كوندومينيوم التابعة للشركة في الاعتمادات الافتتاحية للمسلسل التلفزيوني Miami Vice.
في عام 1980، أسس دواني وإليزابيث بلاتر زيبرك شركة دواني بلاتر زيبرك وشركاه (DPZ)، وهي شركة معمارية مقرها ميامي، شاركت DPZ في تشكيل حركة التخطيط الحضري الدولية المعروفة باسم New Urbanism، والتي كانت تهدف إلى تقديم بديل للتوسع الحضري والاستثمار الحضري، وحصلت الشركة في البداية على التقدير باعتبارها مصممة لمدن جديدة مثل سيسايد بولاية فلوريدا وكينتلاندز بولاية ماريلاند، ومنذ ذلك الحين أنجزت الشركة تصميمات وأكواد لأكثر من ثلاثمائة مدينة جديدة وخطط إقليمية ومشاريع تنشيط وسط المدينة، ويعتبر دواني أيضًا ممثلًا للعمارة الكلاسيكية الجديدة.
دواني هو أحد المؤسسين وعضو مجلس إدارة فخري لمؤتمر التخطيط الحضري الجديد (CNU)، الذي تأسس في عام 1993، وشارك في تأليف خمسة كتب مثل الأمة الضواحي، صعود التوسع الحضري وانحدار الحلم الأمريكي، و الفن المدني الجديد، و دليل النمو الذكي، و المدن الحدائقية، والتخطيط الحضري للمناظر الطبيعية وسخطه. عمل دواني كأستاذ زائر في العديد من المؤسسات وحصل على شهادتي دكتوراه فخرية، وهو زميل في المعهد الأمريكي للمهندسين المعماريين وأستاذ مساعد في جامعة ميامي

## الجوائز
حصل دواني وشريكته إليزابيث بلاتر زيبرك على العديد من الدكتوراه الفخرية والجوائز بما في ذلك جائزة فينسنت سكولي من المتحف الوطني للبناء تقديراً لمساهماتهما في البيئة المبنية الأمريكيةوحصل دواني على جائزة برانديز للهندسة المعمارية، وميدالية توماس جيفرسون في الهندسة المعمارية، وجائزة آرثر روس في التخطيط المجتمعي، وجائزة ريتشارد إتش دريهاوس للهندسة المعمارية الكلاسيكية، وجائزة الجمعية الأمريكية للمهندسين المعماريين المسجلين الدولية، وميدالية ألبرت سيمونز للتميز من بين جوائز أخرى.

## الكتب
- دواني وأندريس وإليزابيث بلاتر زيبيرك وجيف سبيك (2000). الأمة الضواحي: صعود التوسع العمراني وانحدار الحلم الأميركي. نيويورك، مطبعة نورث بوينت.
- دواني، أندريس، إليزابيث بلاتر زيبرك، وروبرت ألمينانا (2003). الفن المدني الجديد، عناصر تخطيط المدن. نيويورك: منشورات ريزولي الدولية.(ردمك 0-8478-2186-2)رقم الكتاب الدولي المعياري 0-8478-2186-2
- دواني، أندريس وجيف سبيك، مع مايك ليدون (2009). دليل النمو الذكي. نيويورك، ماكجرو هيل(ردمك 0-07-137675-5)رقم الكتاب الدولي المعياري 0-07-137675-5
- دواني وأندريس ودي بي زد (2011) المدن الحدائقية، النظرية والتطبيق في التخطيط الحضري الزراعي، مؤسسة الأمير للبيئة المبنية.